# End sleep
『end sleep』（エンド スリープ）は、Lilac Softより2013年5月31日に発売されたアダルトゲーム。
2017年4月27日にPlayStation Vita版が発売され、Lilac Softが直接移植を行っている。

## あらすじ
高給につられ、ある屋敷を訪れた大学生・成田 一樹。
そこには、同世代の男女が集まってきており、昔の仲間とも再会した。
かれらに与えられた仕事とは、「それぞれに割り振られた役割を演じること」。
変な仕事だと思いながらも、仕事が平和に続いたある日、未穂が遺体で発見された。

## 登場人物
※一部人物の声優はPC版 / PS Vita版
成田 一樹（なりた かずき）
本作の主人公である大学生。アルバイトで翠の兄である名家の次期当主を演じる。
生き別れた妹がいる。
東條 翠（とうじょう すい）
声 - 金松由花 / 井上みゆ
一樹の妹役となる美少女。
織来 静紅（おりきた しずく）
声 - 八ッ橋きなこ
一樹同様高給につられてきたフリーターで、一樹の婚約者候補役である。 髪の色・服装などにおいて翠とは正反対の見た目の色となっている。
西野 花夜子（にしの かやこ）
声 - 藤邑鈴香
メイド役として来た劇団員。恋愛経験がないためか劇団員としては売れておらず、他人とのコミュニケーションに問題があるが、メイド役を演じる時は対照的に落ち着き払った性格となる。
山本 勇人（やまもと はやと）
声 - 柊唯也
一樹が養護施設にいたころの仲間で、妹を探しに出かける一樹を見つけ出しては連れ戻すことが多かった。今回のアルバイトでは使用人役を演じる。ひょうきんなようで冷静な性格。
稲敷 未穂（いなしき みほ）
声 - 鈴谷まや
参加者の一人であるケバい少女。今回のアルバイトでは、静紅と対立する婚約者候補を演じることになっていた。
中山（なかやま）
声 - ゆうひ / 小宅悠一
屋敷の執事を務める初老の男性。なお、他のアルバイトの参加者とは違い、もともとこの屋敷にいた人物である。

## スタッフ
- 原画 - その吉。
- サブ原画 -  ゆきねこ
- シナリオ - 山鈴
- 音楽 - 大久保潤
- 歌手 - 緑坂亜綾